# Widar Henriksson
Conny Widar Henriksson, född 6 juni 1943 i Fjällsjö, Ångermanland, är en svensk professor emeritus i pedagogik. 
Henriksson började i mitten av 1960-talet studera vid Umeå universitet där han 1968 avlade filosofie kandidatexamen i pedagogik, vilket 1975 följdes av en psykologexamen innan han 1981 lade fram sin doktorsavhandling i pedagogik. År 1994 antogs han som docent, och våren 2001 utsågs han till professor.
Från 1968 var han anställd vid pedagogiska institutionen som amanuens och assistent, därefter som forskarassistent och senare som universitetslektor. Åren 1981–1985 var han projektledare för högskoleprovet.
1992 övergick han till den nybildade Institutionen för pedagogiska mätningar där han från 1995 var föreståndare och tillförordnad professor.

## Forskning
Widar Henriksson disputerade 1981 med avhandlingen Effekter av övning och instruktion på testprestation: några empiriska studier och analyser avseende övningens och instruktionens betydelse för testprestationen.
Henrikssons forskning har varit inriktad mot pedagogiska mätningar och kretsat kring konstruktion, utformning, användande och konsekvenser av prov eller bedömningar av individers kunskaper och färdigheter. Inom provområdet har hans forskning i huvudsak avsett metodiska och testteoretiska frågor, med tonvikt på betydelsen av teoretiska modeller och utformning av betingelser i anslutning till standardiserade prov och andra typer av mätinstrument. En del av Henrikssons forskningsverksamhet har inriktats på att studera effekter av upprepat provtagande för högskoleprovets del. Ett speciellt intresse har varit forskningsmetodik och statistik, vilket bland annat resulterat i läroböcker inom det beteendevetenskapliga området. 
Henrikssons senare forskning har gällt körkortsprov, där han framför allt bidragit till utformningen av teoriprovet för behörighet B.

## Publikationer i urval
- Henriksson, Widar; Wedman Ingemar (1979). Läget i grundskolan – kan det beskrivas? ([2.], revid. uppl.). Umeå: Pedagogiska inst., Umeå universitet. Libris 458735
- Henriksson, Widar (1981). Effekter av övning och instruktion på testprestation [Elektronisk resurs : några empiriska studier och analyser avseende övningens och instruktionens betydelse för testprestationen = [Effects of practice and instruction on test performance] : [some empirical studies and analyses concerning the importance of practice and instruction for the performance on tests]]. [Akademiska avhandlingar vid Pedagogiska institutionen, Umeå universitet] ; [14]. Umeå: Pedagogiska inst., Umeå universitet. Libris 13914334. http://urn.kb.se/resolve?urn=urn:nbn:se:umu:diva-16609
- Wedman, Ingemar; Henriksson Widar (1984). Högskoleprovet: konstruktion, resultat och erfarenheter ([Ny uppl.]). Umeå: H-gruppen Gruppen för konstruktion av högskoleprovet, Pedagogiska inst., Umeå universitet. Libris 517677
- Henriksson Widar, red (1985). Prov för urval till högskolan [Elektronisk resurs : rapport]. Statens offentliga utredningar, 0375-250X ; 1985:59. Stockholm: Liber/Allmänna förl. Libris 16005859. http://urn.kb.se/resolve?urn=urn:nbn:se:kb:sou-7262474
- Henriksson, Widar (1985). Studie avseende provtider.. PM : pedagogiska mätningar, 1100-696X ; 4. Umeå: Umeå universitet. Libris 918175
- Henriksson, Widar (1986). Innehållets betydelse för prestationen på ett kvantitativt-numeriskt prov.. PM : pedagogiska mätningar, 1100-696X ; 8. Umeå: Umeå universitet. Libris 920779
- Henriksson Widar, Eriksson Stig, Jonsson Ingegerd, Stage Christina, Wedman Ingemar, Wester-Wedman Anita, red (1990). Textmängdens betydelse för prestationen på läs-provet. PM : pedagogiska mätningar, 1100-696X ; 41. Umeå: Pedagogiska institutionen, Umeå universitet. Libris 1232149
- Henriksson, Widar; Bränberg Kenny (1993). Effekten av upprepat provtagande: en studie av poängförändringar från första till andra provgenomförandet. PM : pedagogiska mätningar, 1100-696X ; 70. Umeå: Umeå universitet. Libris 1698154
- Henriksson, Widar; Sundström Anna, Wiberg Marie (2002). Körkortsprovet i ett nordiskt perspektiv: teoriprovet - nuläge och framtid. PM : pedagogiska mätningar, 1100-696X ; 174. Umeå: Enheten för pedagogiska mätningar, Umeå universitet. Libris 8717404
- Henriksson, Widar (2008) [1992]. Statistik: icke-parametriska metoder ([Ny uppl.]). Umeå: Enheten för pedagogiska mätningar, Umeå universitet. Libris 20000782
- Eriksson, Ingela; Widar Henriksson (2012). Kunskapsprövningar i klassrummet: att bedöma elever. "Lärande Skola Bildning: grundbok för lärare". Stockholm: Natur & Kultur. sid. 295–326. ISBN 978-91-27-13370-9